# 拉潘扎 (加利福尼亞州)
拉潘扎（英語：La Panza）是位於美國加利福尼亞州聖路易斯-奧比斯保縣的一個非建制地區。該地的面積和人口皆未知。

## 地理
拉潘扎的座標為35°21′40″N 120°12′56″W / 35.36111°N 120.21556°W，而該地的平均海拔高度為573米（即1880英尺）。